# Butja
Butja (ukrainska: Буча [ˈbutʃɐ] lyssna (fil)) är en stad i Kiev oblast i norra Ukraina. Staden ligger cirka 25 kilometer nordväst om centrala Kiev. Butja beräknades ha 37 321 invånare i januari 2022.

## Historia
Butja blev stad 2006, efter att till 1996 ha varit del av grannstaden Irpin.
Orten uppstod i samband med anläggandet av järnvägen mellan Kiev och Kovel från 1898, omkring den 1901 invigda Butjas järnvägsstation, vid floden Butja. I närheten av järnvägsstationen låg då byn Jablunka, där det fanns ett tegelbruk.
Det fanns mellan 1946 och 2016 en glasfabrik i Butja.

### Rysslands invasion av Ukraina 2022
Redan den 27 februari, den fjärde dagen av Rysslands invasion av Ukraina 2022, utbröt omfattande strider i Butja. Den 29 mars lovade Ryssland i samband med fredssamtalen i Turkiet att de skulle dra tillbaka sina trupper ifrån Kiev. Butja var åter under ukrainsk kontroll den 30 mars, enligt Storbritanniens militär. Den 3 april 2022 rapporterades massgravar med ukrainare och avrättade civila längs med gatorna i staden. Ukraina beskyller Ryssland för att avsiktligen ha torterat, våldtagit och avrättat civila. Borgmästaren i Kiev, och tidigare borgmästare i Butja, Anatolij Fedoruk, kallade händelserna i Butja för ett folkmord och krävde att Tyskland omedelbart skulle stänga av gasimporten från Ryssland.

## Bildgalleri

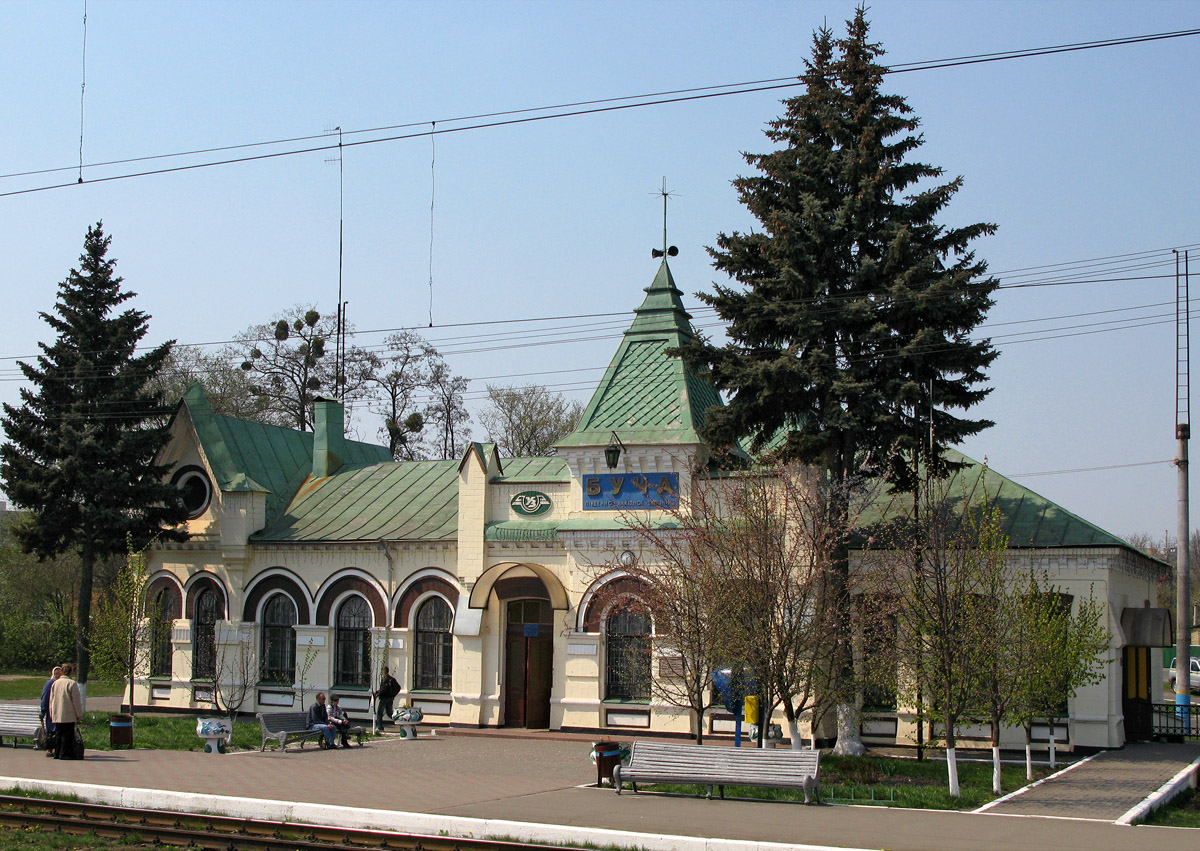
Butjas järnvägsstation.
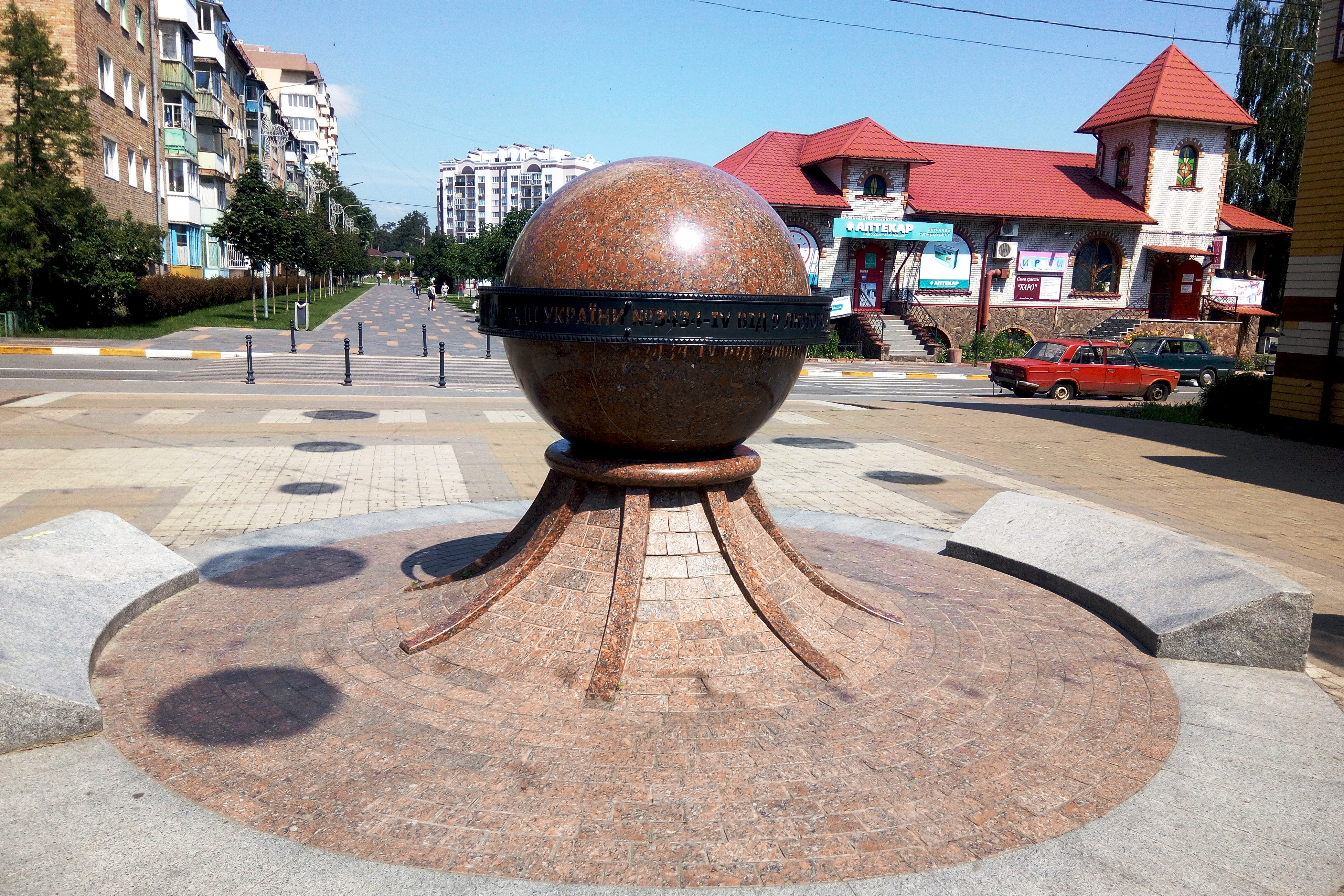
Hjältarnas klot på Frihetsplatsen, 2020.
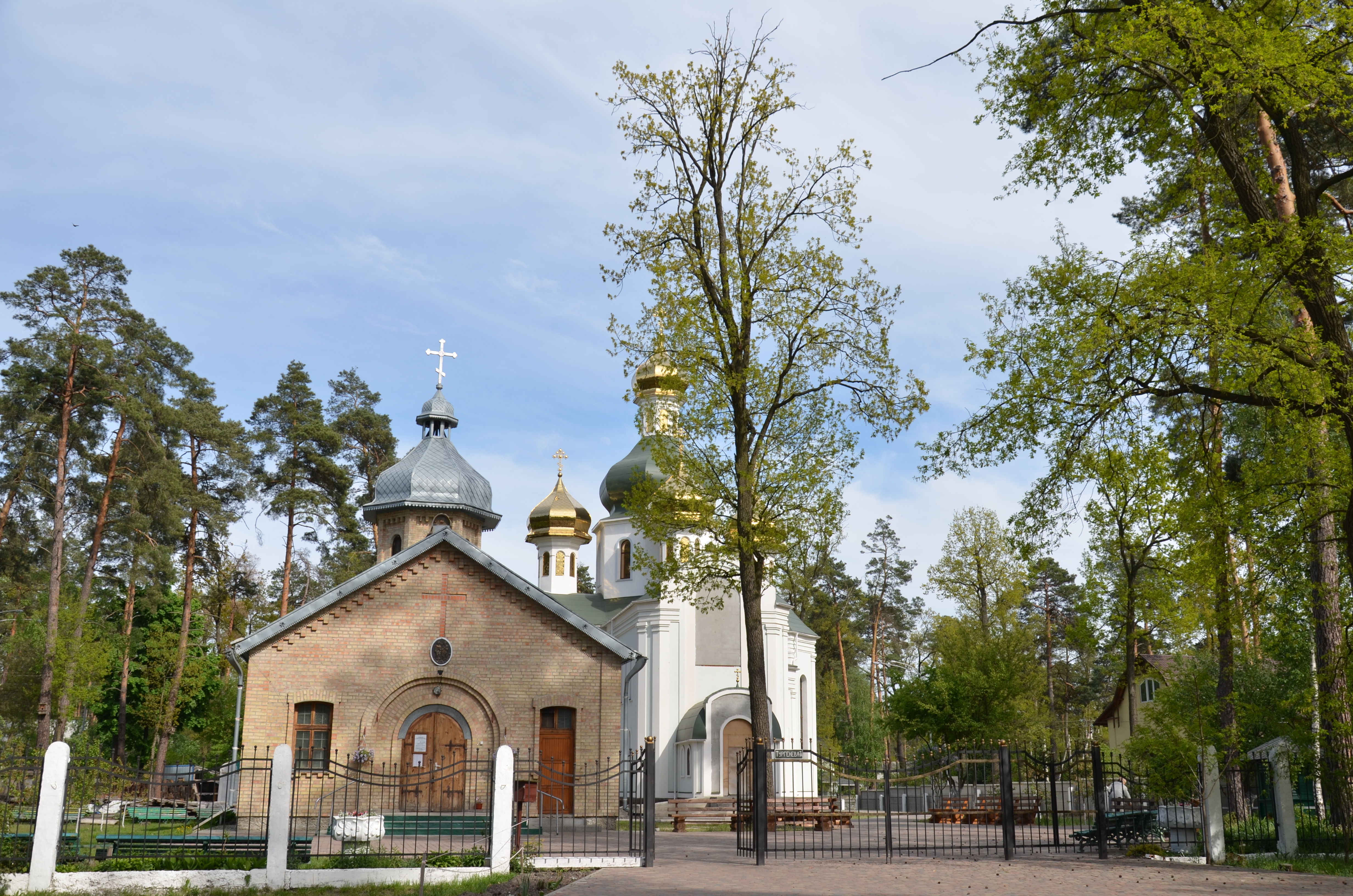
Peter och Paulus kyrka.
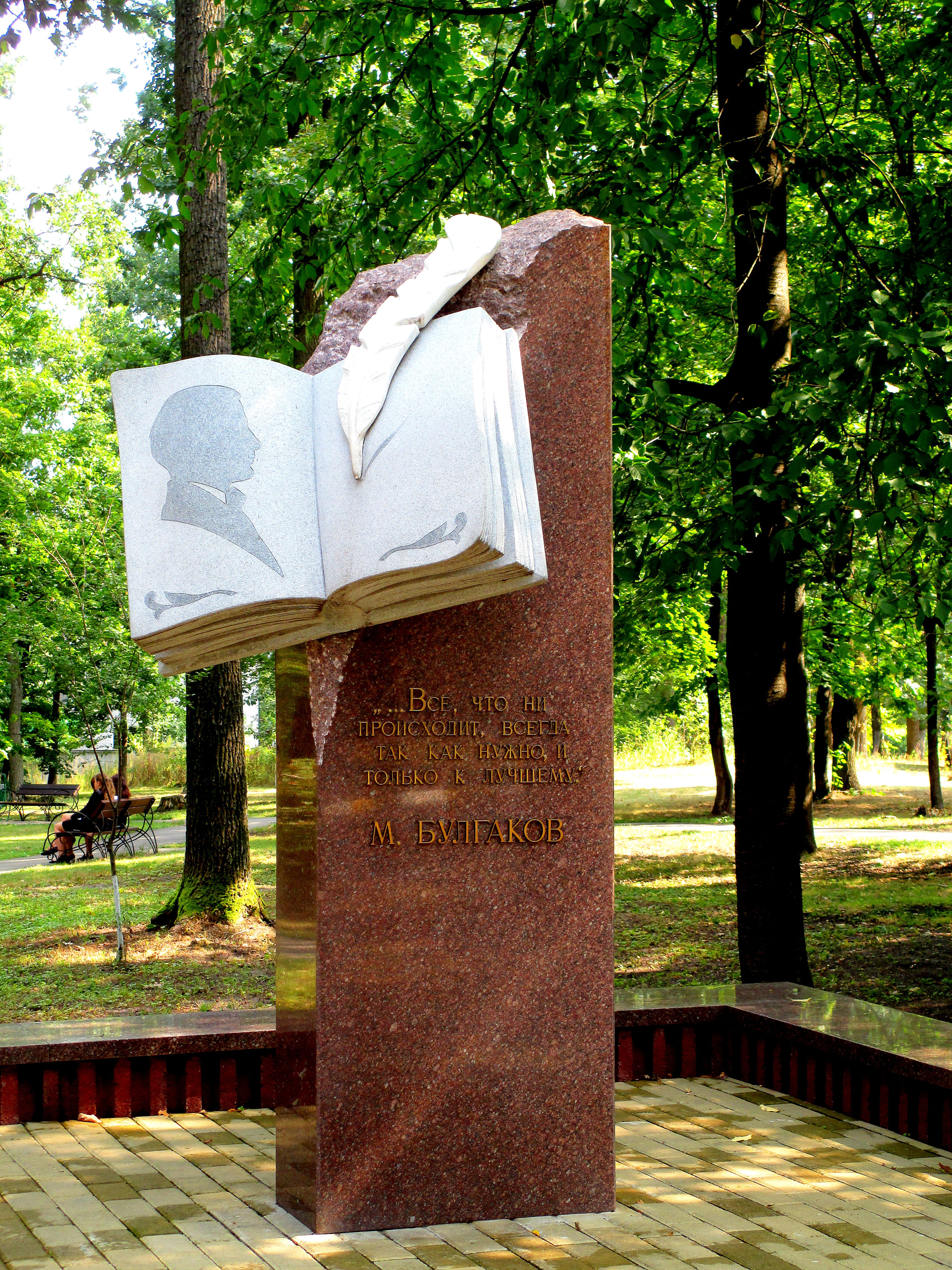
Michail Bulgakov-monumentet.
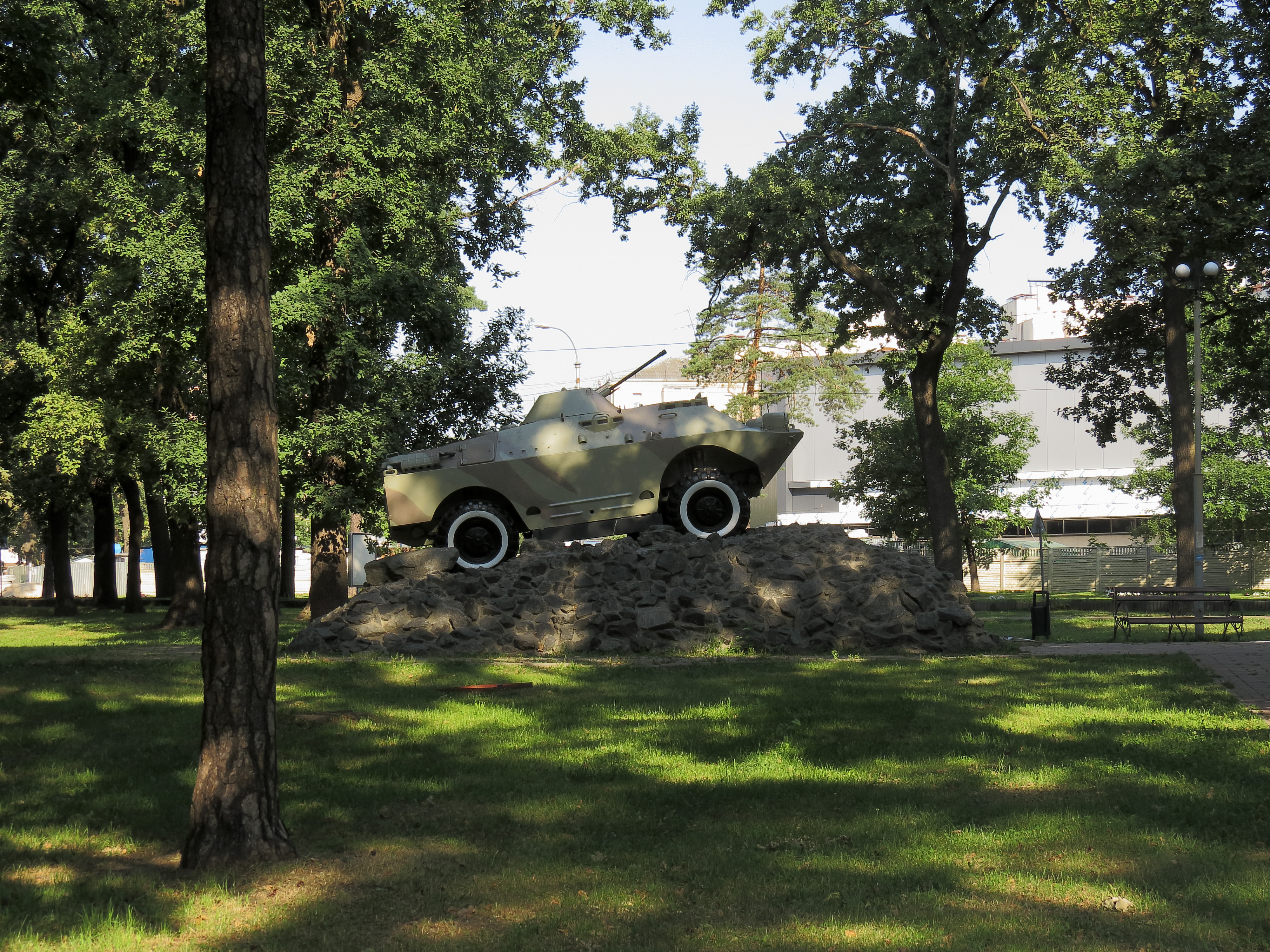
En BRDM-2 som minnesmärke över Afghanistankriget, hörnet av Vokzalna- och Nove Shossegatorna.
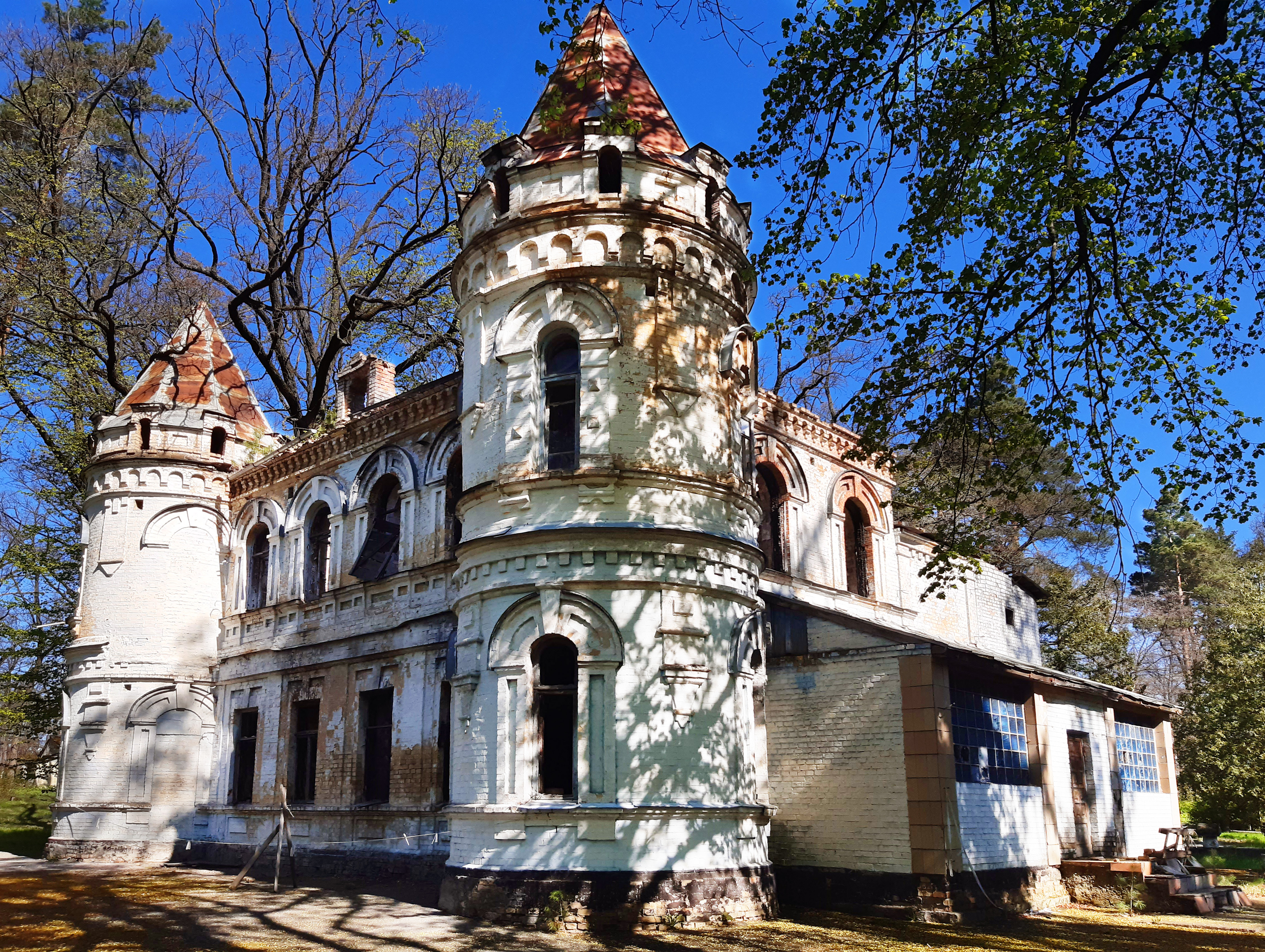
Sjtamms datja.